# Region Gozo
Region Gozo (maltsky Reġjun Għawdex) je jedním z pěti regionů Malty. Region zahrnuje ostrovy Gozo, Comino a několik malých ostrůvků, jako je Cominotto. Region nehraničí s žádným jiným regionem, ale nachází se v blízkosti Severního regionu.
Region byl vytvořen zákonem z roku 1993. Je jediným původním regionem, který stále existuje, protože ostatní dva (Malta Majjistral a Malta Xlokk) byly rozděleny na menší regiony zákonem č. XVI z roku 2009.

## Subdivize

### Lokální výbor
Region Gozo zahrnuje 14 lokálních výborů:
- Fontana
- Għajnsielem - zahrnuje oblasti Mġarr, Fort Chambray a Comino.
- Għarb - zahrnuje oblasti Ta' Pinu, Birbuba a Santu Pietru.
- Għasri - zahrnuje oblast Għammar a Wied il-Għasri.
- Kerċem - zahrnuje oblast Santa Luċija.
- Munxar - zahrnuje oblast Xlendi.
- Nadur - zahrnuje oblasti Daħlet Qorrot, San Blas, Ta' Kuxxina a Ta' Kenuna.
- Qala - zahrnuje oblast Ħondoq ir-Rummien.
- San Lawrenz - zahrnuje oblasti Ta' Dbieġi a Dwejra.
- Sannat - zahrnuje oblasti Mġarr ix-Xini, Ta' Ċenċ a Ta' Saguna.
- Victoria - zahrnuje oblasti Taċ-Ċawla a Ċittadella.
- Xagħra - zahrnuje oblast Ramla Bay.
- Xewkija - zahrnuje oblast Tal-Barmil.
- Żebbuġ - zahrnuje oblasti Marsalforn a Qbajjar.

## Regionální výbor
Regionální výbor Gozo sídlí v Banca Giuratale.